# Cyclone Pam
Pour les articles homonymes, voir Pam.
Le cyclone Pam est un cyclone tropical de catégorie 5 de la saison cyclonique 2014-2015 dans l'océan Pacifique sud (en). Formé le 6 mars 2015, ses effets affectent à des degrés divers les Kiribati, la Papouasie-Nouvelle-Guinée, les Salomon, le Vanuatu, les Tuvalu, les Fidji, la Nouvelle-Calédonie et la Nouvelle-Zélande. Au Vanuatu, pays le plus touché, il est considéré comme la catastrophe naturelle la plus dévastatrice de l'histoire de l'archipel.

## Évolution météorologique

Animation d'images satellites infrarouges du cyclone Pam traversant le Vanuatu le 13 mars 2015.

Le 6 mars 2015, le Fiji Meteorological Service (FMS) identifie la perturbation tropicale 11F qui se développe à 1 140 kilomètres au nord-ouest de la ville fidjienne de Nadi. Les prévisions numériques météorologiques prédisent alors son développement en un cyclone tropical significatif dans les prochains jours. À l'origine, la perturbation se situe à l'est des Salomon et se renforce progressivement, atteignant le niveau de dépression tropicale le 8 mars. Les pluies produites par le cyclone restent stationnaires jusqu'à la formation de bandes autour du centre du système ; de ce fait, le FMS classe le cyclone en tant que cyclone tropical de catégorie 1 sur l'échelle locale australienne et lui attribuent le nom de Pam. Les conditions atmosphériques, pendant ce temps, favorisent le développement du cyclone tandis qu'il se dirige vers le nord.
Après son nommage, Pam se déplace vers le sud au milieu de la journée du 9 mars. Des analyses météorologiques prédisent une rapide intensification du cyclone à l'approche du Vanuatu. Le développement du cyclone Pam s'organise pendant le 10 mars ; la circulation cyclonique se resserre rapidement. À 18 h UTC le 10 mars, le FMS classe le cyclone en catégorie 3. Peu après, une imagerie par micro-onde révèle la présence d'un œil qui se développe au centre de Pam,. Pendant la même journée, Pam reste quasi-stationnaire à l'est des îles Santa Cruz,. Le 12 mars, le FMS attribue à Pam la catégorie 5, le niveau le plus élevé de l'échelle locale australienne. Six heures plus tard, le JTWC estime que le cyclone a atteint une intensité équivalente à la catégorie 5 sur l'échelle de Saffir-Simpson, là aussi la catégorie la plus élevée de cette échelle, tandis que Pam se trouve à l'est de Pénama.
Tôt dans la journée du 13 mars, le JTWC détermine des vents soutenus à 270 km/h tandis qu'il s'approche du Vanuatu. Plusieurs heures plus tard, le cyclone commence à se déplacer vers le sud-sud-est. Pendant ce temps, le FMS indique que Pam crée des vents soutenus de 250 km/h de moyenne sur dix minutes, un record[En quoi ?]. Les vents s'atténuent légèrement au passage de Pam à l'ouest de Taféa. Cependant, le FMS indique une intensification de la pression à un minimum de 896 hPa le 14 mars ; Pam devient ainsi le cyclone tropical le plus violent dans le Sud du Pacifique depuis le passage du cyclone Zoe en 2002. Cette intensité n'est cependant que de courte durée puisque, après 12 h UTC, Pam quitte la zone de surveillance du FMS et entre dans celle du Tropical Cyclone Centre (TCWC Wellington) de Nouvelle-Zélande, classant Pam en catégorie 4 le 15 mars après avoir maintenu la catégorie 5 pendant 35 heures. Peu après, l'œil du cyclone disparaît et la circulation atmosphérique s'affaiblit.

## Conséquences

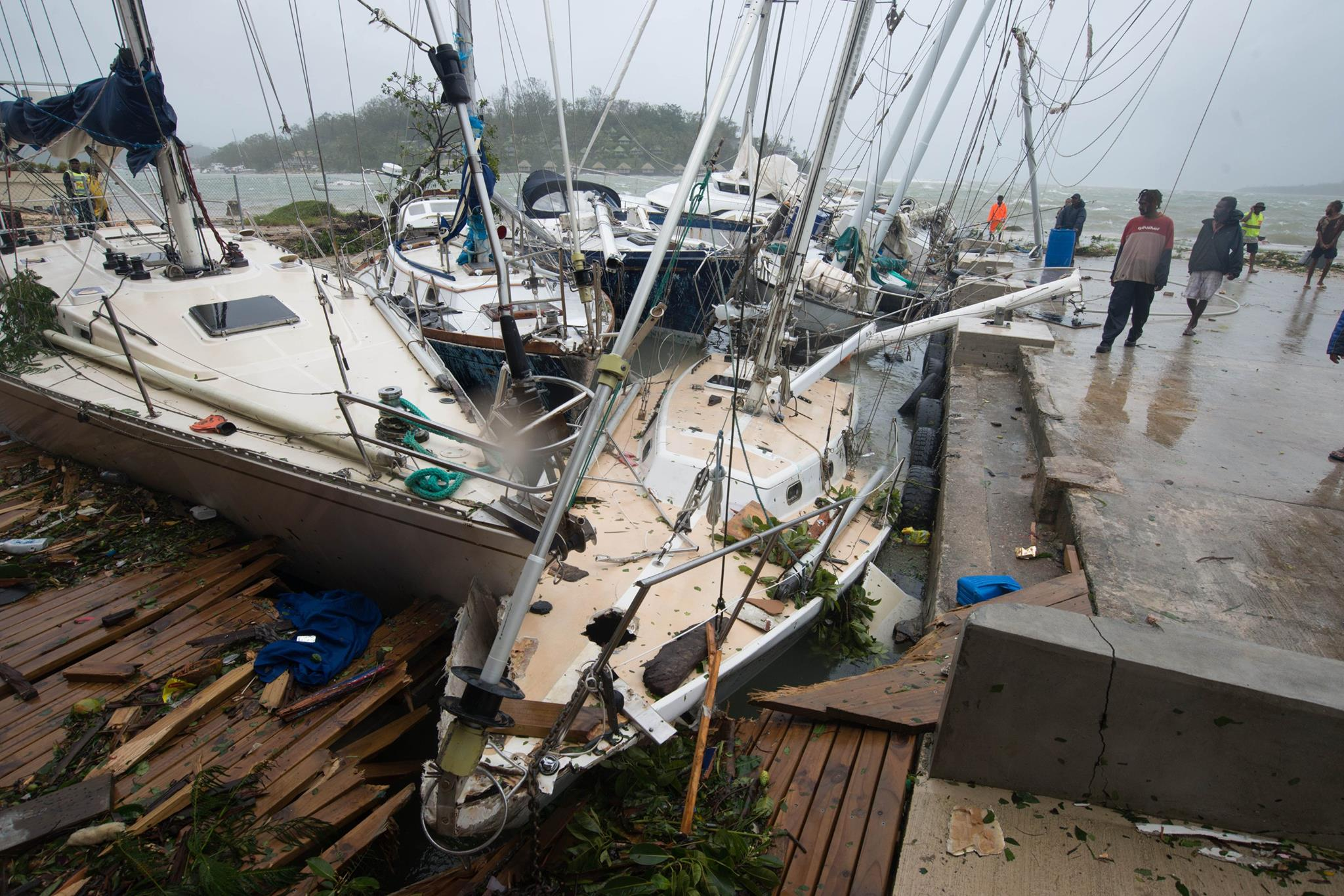
Dégâts dans un port de plaisance du Vanuatu après le passage du cyclone.

Aux Tuvalu, aucun mort n'est à déplorer mais le cyclone provoque d'importants dégâts matériels et des inondations. Il détruit des foyers et endommage les terres agricoles. Les réserves en eau potable sur plusieurs îles sont contaminées par l'eau de mer. Le Premier ministre Enele Sopoaga estime que 45 % de ses concitoyens ont été contraints de fuir leur foyer et se rend dans les îles reculées pour constater les dégâts,. Ces derniers entraînent un report des élections législatives prévues initialement pour le 19 mars. Des inondations, destructions de bâtiments et dégâts agricoles affectent également les Kiribati et les Salomon.
Ce n'est qu'à l'approche du Vanuatu que le cyclone atteint la catégorie 5, la plus élevée de l'échelle de Saffir-Simpson. La capitale Port-Vila est durement touchée, de même que de nombreuses autres parties du pays. Il provoque de très importants dégâts. Oxfam rapporte que la quasi-totalité des bâtiments à Port-Vila a été sérieusement endommagée et le président de la République, Baldwin Lonsdale, indique que la « plupart » des Vanuatais sont désormais sans domicile. Si l'œil du cyclone a frôlé l'île d'Éfaté avec des conséquences désastreuses, les îles d'Erromango, de Tanna et d'Aneityum, plus au sud, ont été frappées encore plus durement. S'approchant du Nord-Est de la Nouvelle-Zélande en fin de course le 16 mars, le cyclone y apporte de fortes pluies en occasionnant cependant peu de dégâts. Le 15 mars, le Vanuatu décrète l'état d'urgence sur l'ensemble de son territoire. Après près d'une semaine, « il est avéré que le phénomène a endommagé au moins 80 % des bâtiments et habitations [au Vanuatu] et que la végétation et les cultures sont littéralement dévastées ». Le 21 mars, le bureau de la coordination des affaires humanitaires de l'ONU dresse un bilan définitif : quelque 166 000 personnes au Vanuatu (soit environ 64 % de la population) ont été affectées par le cyclone, qui a tué 16 personnes.